# Конфедерация Текумсе

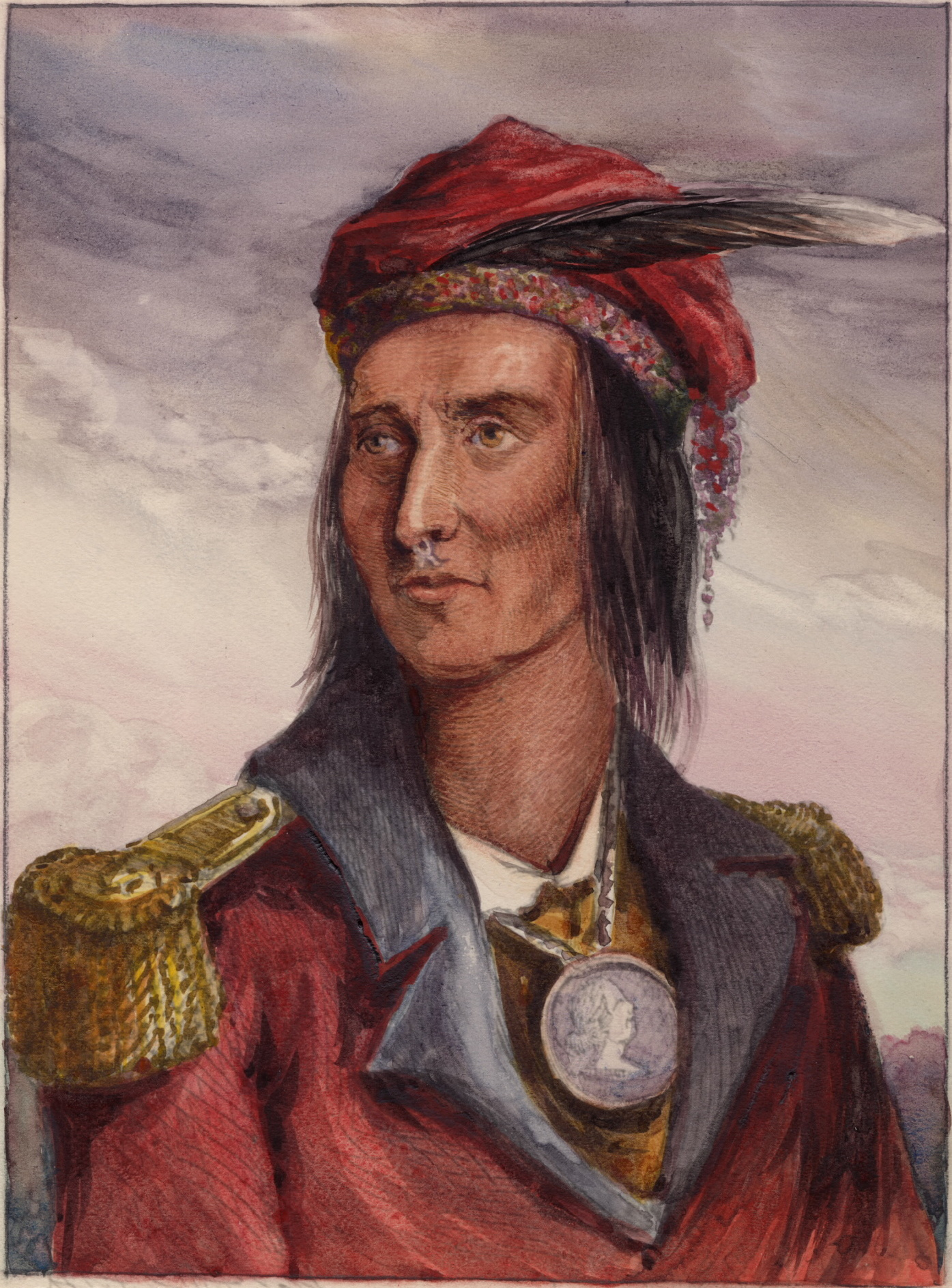
Текумсе

Конфедерация Текумсе (англ. Tecumseh's Confederacy) — союз нескольких индейских племён, который сформировался в начале XIX века на Старом Северо-Западе США.

## История
После заключения Гринвилльского договора индейские племена Старого Северо-Запада начали покидать свои земли. Многие племена стали селиться на землях майами, смешиваться друг с другом, основывая совместные поселения. 
В 1805 году шауни по имени Лалаветика получил видение, после которого изменил своё имя на Тенскватава. Братом Тенскватавы был уважаемый военный вождь шауни Текумсе, который хотел объединить индейские племена, чтобы предотвратить дальнейшую экспансию США на запад. Новое религиозное учение призывало к отказу от межплеменных войн и ограничению контактов с белыми людьми. Последователи учения Тенскватавы казнили нескольких индейцев, обвинив их в колдовстве и сотрудничестве с американцами. 
Не все лидеры индейцев желали вступать в военный конфликт с США, среди них был и вождь шауни Чёрное Копыто, который призвал Текумсе покинуть район, дабы избежать войны с американцами. Вождь племени потаватоми Уинамак пригласил Тенскватаву, Текумсе и их последователей на земли своего племени, на северо-западе современного штата Индиана. Тенскватава приглашение принял и основал поселение Профетстаун или Город Пророка, недалеко от места слияния рек Уобаш и Типпекану.
Растущая популярность пророка привлекала к нему новых последователей. Военным лидером индейской конфедерации стал Текумсе. В состав конфедерации входили: шауни, делавары, потаватоми, фоксы, сауки, кикапу, веа, майами, оттава, пианкашо, минго, сенека, оджибве, чикамога-чероки и вайандоты. Всего под руководством Текумсе находилось около 3000 воинов, разбросанных на территории Старого Северо-Запада.
В начале ноября 1811 года Уильям Гаррисон собрал отряд из 1200 солдат и ополченцев и двинулся к Профетстауну, поселению пророка Тенскватавы. Отправляясь на встречу с представителями Пяти цивилизованных племён, военный лидер шауни запретил брату вступать в вооружённый конфликт с американцами, однако несколько индейских воинов напали на поселения белых, расположенных неподалёку от Профетстауна. Нападение индейцев послужило предлогом для вооружённого вторжения американцев. Тенскватава, в отсутствие Текумсе, оказался перед выбором — готовиться к сражению или идти на мирные соглашения с американцами. В результате индейцы решили атаковать армию США. 7 ноября 1811 года состоялось Сражение при Типпекану, в котором победу одержали американцы, Город Пророка был сожжён. Тенскватава потерял многих своих последователей, а Конфедерация Текумсе так и не смогла восстановить свою прежнюю мощь.